# AIKa
『AIKa』（アイカ）は、1997年から1999年にかけて発売されたOVA作品、およびそのコミカライズ作品である。
2007年にはこの作品の10年前を描くOVA『AIKa R-16:VIRGIN MISSION』（以降、『R-16』）が発売され、2009年には『R-16』の3年後を描くOVA『AIKa ZERO』も発売された。

## 概要
特別編1巻を含む全8巻のOVA。『女神天国』OVA版の好評を受け、ほぼ同一スタッフで制作された。当初は第1期全4巻の予定だったが、好評により第2期が制作され、全8巻となった。なお、第1期は1998年4月6日より11回に分けてTBSのバラエティ番組『ワンダフル』内で放送された。第2期では引き続き藍華を主人公に置きながらも、やられ役であるデルモ達にも焦点が当てられていた。

### 特徴
一般作でありながら、お色気シーンやパンチラシーンが多く、女性キャラ（大部分は敵）が気絶するまで殴打されたり、拷問・体罰を受けたりするシーンが多いものの、死亡することは稀である。「業界最多パンツを目指そう」を合言葉に西島、山内主導のもと全カットのうち限界ギリギリである数のカットにおいてパンチラシーンを入れようという意欲的な作品となっている。
主人公の藍華、パートナーのりおん、敵のデルモなど、女性登場人物のほとんどが極端なミニスカートを身に着けており、アクションシーンでは常に誰かの下着が見えているような状態であったり、敵のデルモがやられる時は必ずスカートの中が丸見えになるように倒れ、通常シーンでも下から覗きこむようなローアングルが多い。西島監督のこだわりから登場するパンツはすべて白で統一されている。

## ストーリー
西暦2016年、地球規模の大災害により陸地の一部が海底に沈んでしまった。
それから20年後、世界では先の大災害により海底に失われてしまった国家や企業のデータ・物品の回収が目的の、「サルベイジャー」と呼ばれる新しい職業が活躍していた。その中でも皇 藍華は、抜群の美貌と格闘センス、冷静な判断力を合わせ持つ超一流のサルベイジャーである。
ある日、藍華は某クライアントから、先の大災害と関わりのあるエネルギー物質「ラグ」の調査・回収を依頼される。しかしその途中で、ラグを利用しての人類文明一掃とユートピア建設を画策するルドルフ・ハーゲンや妹のネーナ、そしてその配下のデルモ達との戦闘に巻き込まれてしまう。

## 登場人物（メイン）

### KK（ケーツー）コーポレーション
皇 藍華（すめらぎ あいか）
声：佐久間レイ
本作の主人公。2010年10月23日生まれの乙女座。26歳。KKコーポレーション所属の凄腕サルベイジャー。金髪で巨乳、容姿端麗で格闘も強い。ふだんは潜水艇を操作するが、銃火器から戦闘機までなんでも巧みに操れる。
特殊液体金属「オルタネートメタル」の力を宿したビスチェを着用しており、有事の際にはそれを用いて肌もあらわな姿に変身し超人的な戦闘力を発揮できる。この「シヴィエ藍華」になると、髪の色が青に変わり肌が浅黒くなり、触手を操ることが可能になる。藍華自身はその人間離れした能力を快く思っていない。ただし、りおんからはカッコいいと言われている。
漫画版によれば、大災害に巻き込まれて両親を失い、オルタネートメタルの力により深海で1年近く生き続けていた後に、KKコーポレーションに拾われる。当時は男所帯だったため非常に言動が荒っぽく男勝りな性格だったが、愛していた征人の死以降は別人のように性格が変わり、『R-16』へと繋がっていくこととなる。
養父の郷造を慕い、りおんを実の妹のように愛情を注いでいる。第3話でハーゲン艦を脱出した後、艦内にりおんが取り残されたことを知ると、負傷の身をおして再び艦に向かっている。
相田 りおん（あいだ りおん）
声：小西寛子
郷造の娘で、サルベイジャー見習い。2018年6月8日生まれの牡牛座。18歳。聖重力子学園卒業。活発で好奇心旺盛な眼鏡っ娘。幼時に母が離婚している影響もありお父さんっ子でもある。藍華を実の姉のように慕い、同時に憧れを抱いており、強引に相棒となる。サルベイジャーとして会社を大きくしたい夢をもつが、ふつうの娘として見守りたい郷造とはその将来図に相違がある。
戦闘力があるとは言えないが、黒デルモとインパクトのある戦いかたをする。手近にあったフライパンで殴打したり、そのスカートを引っ張って階段下に落とすなどしている。
前日譚である漫画版では渦巻メガネを着用している。
相田 郷造（あいだ ごうぞう）
声：大塚明夫
KKコーポレーション社長で、りおんの父。1985年5月27日生まれの牡牛座。51歳。産業スパイとして活動していたが、大災害を機にサルベイジャーに転身、起業する。両親と死別した藍華を海底から引き揚げ、親代わりとして育て上げた。好色で酒豪、賭博とカラオケを好む。ホテルで従業員に扮していた黒デルモ2人が、航空基地跡でも自分の接客をしているのに気づき素直に喜ぶ。が、援軍もろとも大破して返礼する。最終話ではゴールデンデルモにひき逃げされて大怪我を負った。
道草 旬太郎（みちくさ しゅんたろう）
声：小野坂昌也
特別編と第2期のみ登場。新人サルベイジャー。初登場時20歳。ほとんど何もせずボーッとしており、戦闘力は皆無。そのため、イケメンにもかかわらず、りおんとはケンカ友だちの様相である。りおんの暴走に対して現実的な意見を述べたり、最終話では情報系の仕事に長けた人として、メイピアを引き合わせるなど時折、有能な一面も見せる。「カーくん」と名付けたピンクのカッパのマスコット人形を手にしている。

### 藍華の協力者たち
ガスト・タービュランス
声：小杉十郎太
サルベイジャー。2012年8月14日生まれの獅子座。24歳。富豪の息子だが、独立して自分の腕で稼いでいる。藍華にベタ惚れしている。サルベイジャーとしての腕は一流で業界トップを誇る。筋肉質な体格通り格闘戦や銃火器の扱いにも長け、デルモの集団を一人で叩きのめしている。しかし本人は女性に暴力を振るうのを嫌っており、「調子狂うんだよなー」などと発言している。最終話では、りおんとともにデルモ基地に殴り込みをかけるが、りおんを庇いながらとはいえ、ソニアとトニアに圧倒され気絶させられてしまった。
この作品の第2作目『R-16』にも14歳の時の姿で登場しているが、その頃は今と違って全然強くなかった。
バ・バンドラ
声：京田尚子
ベテランのサルベイジャー。ガストの相棒。主要登場メンバー中の最年長。ピンクのモヒカンにゴーグルなど、ファンキーな装いの女性。郷造とは過去に仕事で協力し合ったなどの接点がある。儲けにならない依頼には手を出さない性格で、りおんの報復劇には加勢を拒否している。
メイピア・アルキメタリア
声：玉川紗己子
世界秘密工作員組合所属のA級エージェント。登場時は黒デルモに扮していた。能力は高いようだが、間の抜けた行動が多い。第2期では最終回でりおんとともににデルモ基地に殴り込みをかける。火器を駆使して突入するがゴールデンデルモ隊に敗れる。

### ハーゲン兄妹
ルドルフ・ハーゲン
声：塩沢兼人
試験管ベビーとして生まれた天才科学者。2003年生まれ。31歳。「ラグ」エネルギーの捜索と研究の過程で、某国の軍事支援を得る。デルモ軍団を創設し、また戦艦ホーリーファクスを獲得する。人類を一旦滅ぼし、優秀な遺伝子を持つ者だけで構成された世界を再生しようと目論んでいる。
女好きで、藍華のことを気に入るものの、ネーナの暴走に巻き込まれて吸収されてしまい、彼女とともにに宇宙の彼方へと消えた。
ルドルフの使用したラグ銃は、シヴィエ藍華にも有効にダメージを与え、その変身を解く効果があった。
ネーナ・ハーゲン
声：田中敦子
ルドルフの妹。2006年生まれ。28歳。ピンク色のロングヘアをしている。兄のルドルフに対して兄妹を超えた愛情を抱いており、ルドルフからもてはやされる藍華に強烈に嫉妬する。部下や敵に対してはサディストであり、特に酒が入ると顕著。藍華に劣らず銃火器や機器の操作に長け、格闘戦にも秀でる。
オルタネートメタルの力をルドルフから授けられ、「シヴィエネーナ」となり艦に侵入した藍華を迎え撃つ。オルタネートメタルが暴走するとシヴィエの姿を保てなくなり、それとともに精神も同時に崩壊を迎え、変色したオルタネートメタルがネーナの身体に絡み付き一体化した様な姿となる。崩れ落ちる艦の中で逃げ出そうとするルドルフに抱きつき、彼を包み込むように球体状へと変化し艦の外壁を突き破り宇宙の彼方へと消えた。

## 登場人物（デルモ）

### デルモゲニィ
美女や美少女だけで構成されているルドルフ・ハーゲン配下の私設部隊。略してデルモ(delmo)。彼の優秀な遺伝子を残し、後世に伝えるべく集められた。階層は制服の色によって区分され、第1期では指揮官や管制官を務める白、火器による遊撃部隊の青、機甲部隊のピンク、実働部隊の黒となっており、第2期からは戦闘指揮官を務める金色（ゴールデン）も登場する。
制服はボディコンタイプのセットアップ（上下お揃い）で肩がパフスリーブ（袖がふくらんだ形）となっており、ボトムは常にパンツが見え隠れするほど短いマイクロミニ。インナー上は制服色とおなじブラトップ、パンツは白のTバックで統一されている。細かい差異としては最上位の白デルモは上着が加飾を施された色違い（他のデルモは上下同じ色）のものとなっており、最下級の黒デルモは徒手空拳で戦うため機動性重視のフレアスカートに白のニーハイソックスを着用。
名称は熱帯魚の名前から取られている。体長は成長しても5cmほどの小魚。小魚ゆえに雑魚のニュアンスか(スペルは"delmogeny")。　

### ホワイトデルモ(白デルモ)
デルモの中でも幹部に当たる階級で、ハーゲン艦の管制業務等も任務となっている。スカートの色は藍色。司令部は6~7人の白デルモで構成され、人事と作戦立案を統括する。
艦長(ホワイトリーダー)
声：永島由子
深緑色をしたロングヘアーの女性。ハーゲンからホーリーファクス号の艦長に起用される。ハーゲンに好意をもつ数少ない人物でもある。艦内部に潜入したガストを迎え撃ったさい、返り討ちにされるも緊急警報を鳴らす意地を見せる。破壊工作による艦の爆散を悟ると、総員退艦の指示を出しデルモたちを帰還させた。
第2期では死んだハーゲンに代わり司令としてデルモ軍団を指揮して藍華に復讐を挑む。ネーナと違い隊員の尊厳を重視する性格がみられる。なお、女同士であるにもかかわらず、副官とは相思相愛の仲である。
第1話から毎話登場する艦長だが、藍華との直接対面は意外にも第6話。副官を従えて、工作員としてKKコーポレーション社屋を訪れる。空軍基地跡での藍華との対決では副官とのコンビネーション攻撃で追い詰めるが、最後は藍華の麻酔銃の直撃を受け敗北した。
副官(ホワイトM)
声：平松晶子
灰色がかった黒のミディアムの女性。常に艦長と行動をともにし、航行や操縦の補佐にあたる。艦長とは恋愛関係にある。第6話では艦長とともに前線へ行く。この回の工作でデルモたちは民間企業の社員に扮し、黒のブレザーにマイクロミニのプリーツスカートで装っている。その後、基地の一室で艦長とともに藍華との格闘戦に挑むが、隙を突かれて藍華から絞首技を受け失神した。
ホワイトN
声：柳原みわ、夏樹リオ
作中屈指の爆乳が特徴のつり目の美女。栗色の髪に右目の下にほくろ。艦や戦闘員の戦闘指揮を補佐する。黒デルモに変装したりおんとメイピアを発見し威圧するも、それを見抜けず仲間と間違え叱責しただけで見逃してしまう。最終話では艦長に代わって基地防衛を指揮するが藍華に敗れ、包帯姿で艦長の前に現れ敗北を伝えた。
ホワイトP
声：林玉緒、川上未遊
褐色の肌に黒のロングヘアーの女性。情報処理を担当する。ハーゲンの指示で、ネーナ特別仕様の赤い下着を運ぶ役を実行する。第2期では作戦をめぐって艦長とは異なる意見を述べる場面がある。
ホワイトR
声：佐藤ゆうこ
銀玉の耳飾りが特徴的な金髪の女性。情報処理を担当する。艦内でガストに襲撃された場面で、段差に背を乗せあお向けに開脚しながら片膝を立てて倒されて気絶しているポージングが印象にのこる。
ニナ・エスコ（ホワイトS）
声：田中涼子→岡村明美
艦長・副官の秘書を務める黒のショートカットの女性。司令部内の白デルモの中では一番年下。第2期で藍華との格闘の場に居合わせていたが艦長と副官の敗北を目の当たりにし、震えながら藍華に銃を向けるも腹部への肘鉄を受けあえなく倒される。

### ブルーデルモ(青デルモ)
銃火器の使用が許された隊員。輸送車両・ヘリを操縦する隊員もいる。階級は黒より上。
ブルーリーダー
声：白鳥由里
赤毛のセミロングの隊員。初登場時は黒デルモの輸送と回収の任務であったが、その後幾度となく藍華に挑む。シヴィエ藍華とも直接交戦したが、体を鷲づかみされ持ち上げられ戦意喪失。第2期では白デルモに昇格したのか、司令部内に在籍している。
ブルー（ヴァレリー）
声：新山志保
第5話に登場する、小麦色の肌をした長身で金髪の隊員。任務のために自慢のロングヘアーを切り落とした覚悟には、指名していたとはいえ元同僚のビアンカも驚く。断髪後にピエールと名乗って男装し、言葉巧みに藍華たちに近づく。正体を明かすまで藍華もりおんも男性と認識しており、藍華に薬を盛って弱体化させる。しかし、エレベーターで襲撃をかけ組み合い力比べをするも簡単に倒された。藍華はキスまでしてしまったことを心底落胆していた。
ブルーX（キャサリン）
声：山崎和佳奈
ミディアムのウェーブした金髪の隊員。艦内巡回中にメイピアが外した通気口の蓋が直撃してあっさり気絶した。復帰後は捕縛したりおんを護送するが、隙を突かれて殴り倒された挙句、制服を奪われた。最終話では髪型をショートに変え基地の守備要員につくが、今度は道草に制服を奪われている。
ブルーY
声：高橋あつこ
ブルーV
声：三橋加奈子
ブルーW
声：高村綾子
ブルー(ウエイトレス)
声∶佐々木遥子
黒のセミロングの隊員。KKコーポレーション社屋襲撃に関連して、付近のファミレスに店員として潜入し藍華たちを監視する。りおんたちが遊覧船でデルモ基地に侵入をはかると、迎撃部隊を指揮しその船の撃沈に成功する。しかし上陸自体は阻止できなかった。

### ピンクデルモ
工兵として装甲車などを操縦する隊員。砲兵なども担当する。おおむね2人1組のペアで活動する。
ピンクリーダー（スージー）
声：山崎和佳奈
ターコイズブルーの丸い耳飾りをつけたセミロングの茶髪の隊員。砲兵、伝令、装甲車操縦などさまざな場面で登場する。ちなみに第1話の冒頭では、観光遊覧船のガイドに扮している。
ピンク（ビビアン）
声：三橋加奈子
第5話、スージーとペアを組む茶髪のミディアムの隊員。装甲車隊を要請したビアンカと遭遇、乗車を望むビアンカと交代を強制され、降車され呆然とする。
ピンク（リズ）
声：鈴木裕美子
ピンク（ベティ）
声：竹内順子

### ブラックデルモ（黒デルモ）
最下級のデルモで年齢も10代中～後半といった少女たちで構成されている。戦闘は全て徒手空拳で戦うが、メンバー個人の戦闘力そのものは高くはなく、基本的には奇襲や数をそろえた上での突撃戦法をとる。他のデルモがタイトスカート（腰から裾までまっすぐの形）なのに対し、黒デルモはプリーツ（縦の折りひだ）の少ないフレアスカート（裾に向けて広がる形）。なお、黒デルモは全員日系人という設定。ネーナは単なる戦闘員として使っていたが、艦長が軍団の指揮をとるようになると変装したり接客を装うなど、活動内容に変化が現れている。
ブラックリーダー
声：西原久美子
薄紫色の髪を内巻きボブヘアにしている巨乳の美少女。リーダーだけあって黒デルモの中では高い実力を持ち、スタイルも肉感的である。第1話で部下の黒デルモ小隊を率いて藍華襲撃作戦の指揮を取るも、返り討ちにされ作戦は失敗。自身も藍華に決闘を挑むが、その場に割って入ったネーナに作戦失敗の責任を問われると、胸の谷間に蹴りを打ち込まれ失神。そのまま部下ともども車に積まれ、艦内でネーナと白デルモたちから再び制裁を受ける事となる。その後もやられ役として頻繁に登場する。
ブラックD
茶髪のショートカットの隊員。藍華を最初に襲撃した黒デルモの1人。りおんとメイピアが艦内を逃げ回るシーンにも登場、ギャグ顔のふたりと追いかけるシリアスな表情のブラックDとの対比が印象にのこる。
ブラック（みさき）
声：田上香織　(ブラックHも)
金髪の編み込みのツインテールの隊員。ホテルの厨房でりおんと格闘する。たがいに相手の口に指を入れて横に広げあう。この仕草は『R-16』以降、藍華と友人エリとのじゃれ合いに見られる。
ブラック（かな）
声：山崎和佳奈
黒のショートカットの隊員。ビアンカの助手として行動する。ビアンカに意見を言えるなど、黒デルモのなかでは優秀。
ブラック（さえ）
声：三橋加奈子
ブラック（ゆき）
声：鈴木裕美子
ブラック（名前未設定）
声：笹本優子、倉田雅世、村井毎早、津村まこと
第6話、航空基地跡で民間企業の社員に扮している。役名は登場順に仮に6A~6Fとする。
6A ショートカットの黒髪。階段でりおんにスカートを掴まれ引っ張られ、下に転げ落とされて気絶。道草に制服を奪われる。
6B ミディアムの金髪。6Aの転倒に巻き込まれ気絶。りおんに上着を脱がされ、黒デルモの制服の着用の有無を調べられる。
6C ミディアムの黒髪。6A・6Bとともに滑走路で藍華たちを出迎える。基地の一室で郷造の接待を担当する。
6D リエの助手として渦巻き眼鏡の研究員に変装する。尻を出して気絶した6Dの真上で、藍華とリエが記録データ媒体の奪い合いを演じている。
6E ウェーブしたセミロングの茶髪。第5話のディーラー役。郷造の隣りに座り接待するが、デルモと見破られそうになり援軍を呼ぶ。
6F ショートカットの金髪に耳飾り。第5話のバニーガール役。郷造の隣りに座り接待するが、真っ先にデルモと見破られている。

### ゴールデンデルモ
第2期以降に登場。デルモ内部でも直接戦闘力に優れた4名が選ばれており、階級はホワイトのすぐ下にあたる。制服は胸元が菱型にカットされたセクシーな物。実力は高く、ガストやメイピアでは全く相手にならない。最終話では4人勢ぞろいで藍華たちと対決する。
ビアンカ
声：高山みなみ
ゴールデン隊のリーダー。セミロングの赤髪の隊員。普段は冷静だが、感情が高ぶると気性が荒い一面を見せる。拳銃使いであるが、藍華に対しては「銃で殺すには生ぬるい」と吐き捨て、手甲剣での格闘戦を挑んだ。かつての同僚の青デルモ・ヴァレリーをうまく使い、その隙をついて藍華を倒そうとするも失敗。なりふり構わず装甲車を投入して殲滅にかかるが、藍華の機転により返り討ちに遭う。
最終話では小型火炎放射器を用いて藍華を焼き殺そうとするが、オルタネートメタルの力で防がれる。敗北を悟り涙を浮かべながら倒された。
リエ・ペトリヤコワ
声：大谷育江
デルモの中では最も幼い、ロングヘアーの黒髪の美少女。藍華のことを徹底的に調べようと目論み、依頼人のフリをして彼女に「適性試験」と称しあらゆる検査をかけた。藍華以外のKKコーポレーションのメンバーを「オマケ」とあしらうなど気が強く、口も達者。可愛らしさと腹黒さを同居させ、上手く使い分けられる。部下の黒デルモたちが藍華の攻撃により次々とやられていく中でも全くお構いなしにデータ収集を始めるなど度胸も性格も豪胆。
収集したデータをもとに、「全裸写真をネットに流出する」と嘯いて藍華を脅迫するが逆に激昂させてしまう。戦闘は多彩な投げ技などを駆使して善戦するものの、長い髪を掴まれて動きを封じられたところに攻撃を受け失神。しばらくして意識を取りもどした後もデータを基地に持ち帰ろうとするが、藍華の大暴れに完全に縮み上がってしまい逃走。退却する藍華たちにミサイルを撃ち込んで飛行機ごと吹き飛ばそうとするが、郷造の発射したポッドが腹部に直撃し気絶した。
サニア
声：長沢美樹
トニアとコンビを組む銃火器の使い手。リエと同様に黒のロングヘアー。トニアとともにKKコーポレーション社屋を襲撃、時限爆弾を仕掛けたうえに郷造を車で跳ね飛ばして重傷を負わせた。デルモ基地では侵入したりおんたちを簡単に下すが、オルタネートメタルモードの藍華に倒された。
トニア
声：井上喜久子
サニアの相棒。長い銀髪を編み込んだクールな女性。手甲鉤を用いた近接戦を得意とする。サニアとともにKKコーポレーション社屋を襲撃し、室内の停電に混乱する藍華に戦いを挑む。暗闇の中では終始互角に戦えたものの、デルモ基地での戦いではオルタネートメタルモードの藍華に圧倒され敗れた。

## 共通設定・用語集
「大災害」（Global Disaster）
2016年に発生した地殻変動による世界的大地震。この災害で世界中が被害を受け、イタリアはバラバラになり、スコットランドとイングランドは分断され、アフリカ大陸は南北に両断、インドはヒマラヤ部分を除いて消滅した他、大西洋には巨大な島が隆起している。これに伴い、東京をはじめとする地球全土の沿岸地域が水没する大惨事となり、東京タワーは洋上電波塔となった。その他、日本においては伊豆半島は本州から分断され、「新伊豆本島」に改名された。
サルベイジャー
通称「回収屋」。大災害で海底に沈んだかつての文明の遺産を潜水艦で回収するのを生業とする職業。
サルベイジャーユニオン
漫画版に登場する、サルベイジャーの組合。どの会社においても、新人サルベイジャーは必ずユニオン保有の深海移動基地「シャコ貝」で1週間の研修を受ける。
ジェット潮流
大災害により海底の地形が変わった事に伴い発生する、不規則かつ超強力な海流。
オルタネートメタル
藍華のブローチに使用されている特殊金属。本人の意思に呼応し、特殊な姿に変身させる。藍華の両親がかつて研究しており、藍華そのものがオルタネートメタルの素体として生を受けた子であった。
ラグ
強力なエネルギーを生み出す謎の技術。ハーゲンが独占しようと企む。

## スタッフ
- 原作：スタジオ・ファンタジア
- プロデューサー：池口和彦
- 監督：西島克彦
- 構成：金巻兼一
- キャラクターデザイン：山内則康
- キャラクターデザイン協力：もりやまゆうじ
- メカニックデザイン：きむらひでふみ
- アクションコーディネーター：田中良
- 色彩設定：伊東修子、一色緑
- 美術監督：小倉一男
- 撮影監督：佐野禎史
- 音響監督：藤山房伸
- 音楽：兼崎順一
- 音楽プロデューサー：金子重雄
- サウンドトラック：日本コロムビア
- アニメーション制作：スタジオ・ファンタジア
- 製作：バンダイビジュアル

## 主題歌
- オープニング1『SILENTCITY -AIKa-』（#1-4）
  - 作詞：TA,Cool&Family Cod（Featering MICHIKO）、作曲：TA,Cool、歌：佐々木真里（現・佐々木真理）（by the cortesy of TOSHIBA EMI）
- オープニング2『真夏の星座』（#5-7）
  - 作詞：石川華子、作曲：高梨康治、大畠翔太郎、編曲：高梨康治、歌：Mink
- オープニング3『碧の十字架』（#Special）
  - 作詞：岸恭子、作曲・編曲：渡部チェル、歌：岸恭子
- エンディング1『More Natural』（#1-4）
  - 作詞：松浦有希、作曲：松浦有希、歌：小西寛子
- エンディング2『Dance with me tonight』（#5-7）
  - 作詞：橋本寛、作曲・編曲：勝又隆一、歌：PUNKY FRUITS!
- エンディング3『ああ、人生耐えて夢も咲く』（#Special）
  - 作詞：前田耕一郎、作曲：前田克樹、編曲：義野裕明、歌：藍華&郷造（佐久間レイ&大塚明夫）

## 各巻リスト
| TRIAL         | サブタイトル          | 脚本              | 絵コンテ          | 演出              | 作画監督 |
| ------------- | --------------------- | ----------------- | ----------------- | ----------------- | -------- |
| 1             | 美しきエージェント    | 金巻兼一 西島克彦 | 西島克彦          | 西島克彦          | 山内則康 |
| 2             | NAKED MISSION         | 金巻兼一 西島克彦 | もりたけし        | 三笠修            | 菊地洋子 |
| 3             | TAKE OFF POSITION     | 金巻兼一 西島克彦 | 寺東克巳          | 寺東克巳          | 山内則康 |
| 4             | 宇宙（そら）に咲く華  | 金巻兼一 西島克彦 | 西島克彦 寺東克巳 | 三笠修            | 菊地洋子 |
| 5             | 黄金のデルモ作戦      | 寺東克巳          | 寺東克巳          | 寺東克巳          | 菊地洋子 |
| 6             | 白銀のデルモ作戦      | 金巻兼一          | 山内則康 寺東克巳 | 山内則康 山内富夫 | 山内則康 |
| 7             | 決戦突入!デルモ基地!! | 金巻兼一          | 西島克彦          | 三笠修            | 山内則康 |
| Special TRIAL | Special TRIAL         | 牟田口透          | 西島克彦 寺東克巳 | 西島克彦 寺東克巳 | 山内則康 |

| TBS系 ワンダフル内アニメ枠                  | TBS系 ワンダフル内アニメ枠      | TBS系 ワンダフル内アニメ枠 |
| 前番組                                      | 番組名                          | 次番組                     |
| ------------------------------------------- | ------------------------------- | -------------------------- |
| セクシーコマンドー外伝 すごいよ!!マサルさん | AIKa （TRIAL 1からTRIAL 4まで） | ふたり暮らし               |

## リリース
- 【VHS】【LD】 1997年から1999年にかけて発売された全8巻は廃盤
- 【DVD】 「AIka DVD COLLECTION 1」 販売元：バンダイビジュアル、発売日：2000年8月25日
- 【DVD】 「AIka DVD COLLECTION 2」 販売元：バンダイビジュアル、発売日：2000年10月25日
- 【DVD】 「AIka DVD COLLECTION 3」 販売元：バンダイビジュアル、発売日：2000年11月25日
- 【DVD】 「AIka リマスターBOX」 販売元：バンダイビジュアル、発売日：2007年1月26日 ※特典：ドラマCD、ミュージックCD
- 【UMD】 「Aika 1」 販売元：バンダイビジュアル、発売日：2009年12月22日
- 【UMD】 「AIka 2」 販売元：バンダイビジュアル、発売日：2009年12月22日
- 【UMD】 「AIka 3」 販売元：バンダイビジュアル、発売日：2009年12月22日
- 【DVD】 「EMOTION the Best AIka DVD-BOX」 販売元：バンダイビジュアル、発売日：2010年9月24日

## ドラマCD
AIKa Special Mission
1. リトル・トリガー・ガール 販売元：日本コロムビア、発売日：1997年7月19日 ※廃盤
2. スウィート・エモーション 販売元：日本コロムビア、発売日：1997年11月21日 ※廃盤
3. メアリー・ジーン 販売元：日本コロムビア、発売日：1998年12月19日 ※廃盤

## 音楽CD
- AIKa オリジナルサウンドトラック vol.1 Soundtrack 販売元：日本コロムビア、発売日：1997年9月20日 ※廃盤
- AIKa オリジナルサウンドトラック vol.2 Soundtrack 販売元：日本コロムビア、発売日：1998年1月21日 ※廃盤
- 「AIKa」 Music Collection Soundtrack 販売元：日本コロムビア、発売日：1999年4月21日
- (ANIMEX1200-200)AIKa Music Collection Limited Edition (Soundtrack) 販売元：日本コロムビア、発売日：2015年1月21日 ※廉価盤

## ムック
アイカ パーフェクトファイルA
1998年に彩文館出版から発売。TRIAL 1・2の紹介ほか。
アイカ パーフェクトファイルB
1998年に彩文館出版から発売。TRIAL 3・4・スペシャルの紹介ほか。
アイカ グラフィックス
1999年に銀河出版から発売。
アイカ コンプリートファンブック
2010年に一迅社から発売。シリーズ全14話の紹介ほか。

## 漫画版
此路あゆみ作画で『コミックガム』（ワニブックス刊）に連載、全1巻、ISBN 4847032683。時系列はアニメ第1話の直前に当たり、最終話で「Trial.0」のサブタイトルが表示されて完結する。
アニメ本編がお色気満載の肉弾戦や航空機などによるハデな戦闘シーンがメインだったのに対し、漫画版ではアニメ本編でほとんど語られていないサルベイジャーの仕事について掘り下げられている。また、最終回では『AIKa』世界における裏設定が明かされている。
巻末にはアニメスタッフ陣による寄稿文が記され、オルタネートメタルなど劇中では殆ど解説が無い用語に関しても（独自解釈と但し書きがあるものの）説明が為されている。

### 漫画版にのみ登場するキャラクター
瀬良：K・せーら
漫画版のヒロイン。青髪を短く刈り込んだ少女。女子にモテモテであり、りおんを狙っている関西弁元気娘。りおんを追いかけてKKコーポレーションに入社する。
実は客老の孫で正当後継者であり、白老とカオルにより潜水艦「水龍」に攫われてしまう。藍華の活躍により難を逃れ、KKコーポレーションを退社しラヴィニエと二人で会社を立ち上げた。
征人
KKコーポレーションの元社員で郷造の嘗ての相棒。藍華が初めて惚れた男だったが、2022年（『R-16』の4年前）に作業中の事故で帰らぬ人となる。
客老（ハッラウ）
世界経済の18％をも牛耳るとされる怪物的大企業「九龍社」の総帥。
その正体はせーらとカオルの祖父であり、死期が迫っていた為お家騒動が勃発した。しかし実は狂言であり、九龍を私物化しようとする「裏切者」を一網打尽にするための策であった。その事が発覚した際にはりおんから殴られており、愛する孫が優しく正義感の強い友人を持てたことに感銘を受けた。その後、りおんが自分をぶったことを引き合いに出し、損害賠償やギルドへの報酬、更にはエセデルモたちの帰りの旅費も1円も払わずに逃走した。
ラヴィニエ・カオル
せーらのいとこ（せーらより年下）。愛するせーらを九龍に引き戻すべく、白老と結託する。白老失脚後は改心しせーらの相棒として起業を果たした。
せーらを偏執狂的なまでに溺愛していることから当初は男性かと思われていたが、実は女性である。
白老（パイロウ）
九龍社傘下の汚れ作業を担う「NHD社」を統べる眼鏡の老人。関西弁で喋る。客老危篤の報を受け、エセデルモ軍団を連れKKコーポレーションを襲撃、せーらを攫う。水龍が沈んだ際に、ラヴィニエだけを連れて逃げ出しせーらを見殺しにしようとしたことで彼（女）から失望されてしまう。最後は客老により失脚が確定し、りおんからすらも同情を受けた。
エセデルモ
名称は単行本口絵による。黒デルモがサングラスをかけたような外見の美女傭兵団で、胸元はゴールデンデルモ同様の菱形の切れ込みがあり、青デルモ同様火器を使用する。白老に雇われ荒事を担当するが、水龍が沈んだためやむを得ず脱出、藍華らの抹殺の為に水龍を自爆させようとするも、サルベイジャーギルドの助太刀により失敗しあえなく投降した。その後、客老により特にお咎めも無いまま釈放される。単行本口絵によれば、ハーゲン兄妹の元に帰参した模様。